# International Watch Company
De International Watch Company, ook wel IWC of IWC Schaffhausen, is een horlogemerk uit Zwitserland. De horlogemaker zetelt in de stad Schaffhausen in het noordoosten van Zwitserland, in tegenstelling tot andere grote horlogemakers die hun horloges rond het Meer van Genève maken. Sinds 2000 is IWC eigendom van Richemont, evenals Jaeger-LeCoultre, Piaget en Panerai.

## Geschiedenis
IWC werd in 1868 door de Amerikaan Florentine Ariosto Jones opgericht. Hij had als doel het maken van horloges met het Zwitserse vakmanschap en de Amerikaanse technologie voor de Amerikaanse markt. Hij stuitte echter op verzet in het westen van Zwitserland, waar men bang was voor banenverlies. Intussen ontmoette Jones de Zwitserse zakenman Johann Heinrich Moser, die een grote dienst aan Schaffhausen en omgeving had bewezen door te investeren in de regio. Samen besloten ze de enige horlogemaker in het noordoosten van het land op te zetten.

## Motto
Sinds 1903 is het officiële motto van het bedrijf in Latijn Probus Scafusia, wat staat voor Goed, solide vakmanschap uit Zwitserland.